# ألبرتو مورا
ألبرتو مورا (بالإسبانية: Alberto Mora)‏ هو لاعب كرة قدم بيروفي في مركز مهاجم ‏، ولد في 21 ديسمبر 1959. لعب مع ديبورتيفو كوينكا.

## وصلات خارجية
- ألبرتو مورا على موقع ناشيونال فوتبول تيمز (الإنجليزية)